# Ankan
L'empereur Ankan (安閑天皇, Ankan Tennō) était le vingt-septième empereur du Japon, selon l'ordre traditionnel de la succession. Il est né en 466 et décédé en 536.
On situe son règne de 531 à 535, bien qu'on n'en connaisse pas les dates avec certitude. La tradition rapportée par le Kojiki et le Nihon shoki lui attribue cependant des dates de vie de 466 à 535 et situe son règne à partir de 531.

## Biographie
Lorsque l'empereur Ankan atteignit l'âge de 66 ans, son père Keitai abdiqua en sa faveur. Cependant, Ankan mourut quatre années plus tard. L'événement le plus remarquable durant son règne fut la construction de greniers d'État partout au Japon, démontrant la large extension de la puissance impériale à cette époque.

## Généalogie
Selon le Kojiki, Ankan était le fils aîné de l'empereur Keitai.

### Impératrice et consorts
- Princesse Kasuga no Yamada no Iratsume, fille de l'empereur Ninken et de Ohonuka kimi no Iratsume, mariée en 513, élevée au rang d'impératrice en 531 ;
- Sate-hime, fille de Kose no Wobito no omi ; première consort ;
- Kagari-hime, fille de Kose no Wobito no omi ; seconde consort ;
- Yaka-hime, fille de Mononobe no Itahi no omuraji ; troisième consort.

## Sources
- (en) Cet article est partiellement ou en totalité issu de l’article de Wikipédia en anglais intitulé « Emperor Ankan » (voir la liste des auteurs).